# 八生村
八生村（はぶむら）とは、千葉県印旛郡にかつて存在した村である。

## 地理
- 現在の成田市、旧成田市の西部に位置している。
- 村は印旛沼の東岸に位置する。
- 村域は台地と平地が入り組む谷戸が多い地形になっている。

## 歴史

### 村名の由来
8ヶ村が合併してできたことに由来。

### 沿革
- 1889年（明治22年）4月1日 - 町村制施行に伴い、松崎村、大竹村、上福田村、下福田村、宝田村、押畑村、山口村、米野村が合併し下埴生郡八生村が発足。
- 1897年（明治30年）4月1日 - 下埴生郡が印旛郡に編入。同郡の所属となる。
- 1954年（昭和29年）3月31日 - 成田町、公津村、中郷村、久住村、遠山村、豊住村と合併し成田市が発足。同日八生村廃止。

### 変遷表
| 1868年 以前 | 1868年 以前 | 1868年 以前 | 明治22年 4月1日 | 明治30年 4月1日 | 明治30年 4月1日 | 昭和29年 3月31日 | 現在   |
| ----------- | ----------- | ----------- | --------------- | --------------- | --------------- | ---------------- | ------ |
| 下埴生郡    |             | 松崎村      | 八生村          | 印旛郡 に編入   | 八生村          | 成田市           | 成田市 |
| 下埴生郡    | 大竹村      |             | 八生村          | 印旛郡 に編入   | 八生村          | 成田市           | 成田市 |
| 下埴生郡    | 上福田村    |             | 八生村          | 印旛郡 に編入   | 八生村          | 成田市           | 成田市 |
| 下埴生郡    | 下福田村    |             | 八生村          | 印旛郡 に編入   | 八生村          | 成田市           | 成田市 |
| 下埴生郡    | 宝田村      |             | 八生村          | 印旛郡 に編入   | 八生村          | 成田市           | 成田市 |
| 下埴生郡    | 押畑村      |             | 八生村          | 印旛郡 に編入   | 八生村          | 成田市           | 成田市 |
| 下埴生郡    | 山口村      |             | 八生村          | 印旛郡 に編入   | 八生村          | 成田市           | 成田市 |
| 印旛郡      |             | 公津新田村  | 八生村          | 印旛郡 に編入   | 八生村          | 成田市           | 成田市 |

## 人口・世帯

### 人口
総数 [単位： 人]
| 1891年（明治24年） | 3,227 |
| 1904年（明治37年） | 3,577 |
| 1920年（大正 9年） | 3,894 |
| 1932年（昭和 7年） | 3,861 |
| 1950年（昭和25年） | 4,987 |

### 世帯
総数 [単位： 世帯]
| 1932年（昭和 7年） | 733 |
| 1950年（昭和25年） | 915 |

## 交通

### 鉄道
- 日本国有鉄道（ → 東日本旅客鉄道）
  - ■成田線
    - 下総松崎駅